# شلینگن
شلینگن (به آلمانی: Schliengen) یک شهر در آلمان است که در لوراخ واقع شده‌است. شلینگن ۵٬۲۹۷ نفر جمعیت دارد.

## خواهرخوانده
شهر نیدو خواهرخواندهٔ شلینگن هست.